# Schleitheim
Schleitheim é uma comuna da Suíça, no Cantão Schaffhausen, com cerca de 1.747 habitantes. Estende-se por uma área de 21,63 km², de densidade populacional de 81 hab/km². Confina com as seguintes comunas: Beggingen, Blumberg (DE - BW), Gächlingen, Hemmental, Oberhallau, Siblingen, Stühlingen (DE-BW).
A língua oficial nesta comuna é o Alemão.